# Spilosoma elegans
Spilosoma elegans är en fjärilsart som beskrevs av Felix Bryk 1948. Spilosoma elegans ingår i släktet Spilosoma och familjen björnspinnare. Inga underarter finns listade i Catalogue of Life.